# روبن بوروجارد
روبن بوروجارد (بالإنجليزية: Robin Beauregard)‏ هي لاعبة كرة الماء أمريكية، ولدت في 23 فبراير 1979 في لونغ بيتش في الولايات المتحدة.

## وصلات خارجية
- روبن بوروجارد على موقع الاتحاد الدولي للسباحة (الإنجليزية)
- روبن بوروجارد على موقع قاعة مشاهير السباحة الأمريكية (الإنجليزية)
- روبن بوروجارد على موقع اللجنة الأولمبية الدولية (الإنجليزية)
- روبن بوروجارد على موقع أوليمبيديا (الإنجليزية)